# Râul Fetița, Voievodu
Râul Fetița este un curs de apă, afluent al râului Voievodu. 

## Hărți
- Harta județului Hunedoara
- Harta munților Parâng [nefuncțională – arhivă]